# Кельтемашат
Кельтемаша́т (каз. Келтемашат) — село у складі Тюлькубаського району Туркестанської області Казахстану. Адміністративний центр Кельтемашатського сільського округу.
Населення — 553 особи (2021; 555 у 2009, 603 у 1999, 668 у 1989).